# 近文コタン
近文コタン（ちかぶみコタン、アイヌ語: チカプニコタン）は、明治期にアイヌ保護のモデル地区として現北海道旭川市緑町15丁目付近に設置されたアイヌの集落、部落。
近文の語源は、チカㇷ゚・ウン・イ（cikap-un-i／鳥・そこにいる・ところ）とされる。

## 成立
明治20年（1887年）、北海道庁初代長官の岩村通俊がアイヌの保護をうたい、旭川村と鷹栖村の間に位置した近文の地に、永山、当麻、比布などに点在していたコタンをまとめるという政策を打ち出し、これを受けて、タナシ（現当麻町）在住のペニウンクㇽ（上川アイヌ）や他の各地のアイヌ約50戸が自主的に近文へ移住、一帯は「チカプニコタン」と呼ばれるようになった。

## 歴史・現状
- 明治27年（1894年）36戸のアイヌに計49万坪が　「給与予定地」として付与されることが決定[3]。
- 明治32年（1899年）「北海道旧土人保護法」制定、上記「給与予定地」は「無償で供与」される予定[3]。
- 同年、帝国陸軍第七師団を札幌から近文北方の鷹栖村に移設する計画が浮上、近文アイヌに対する給与予定地の付与が保留された[3]。
- 同年、兵営の造成を請負った大倉組（現在の大成建設）の大倉喜八郎が近文アイヌの強制移住計画を画策[3]。
- 同年、近文信号停車場（現在の近文駅）を設置、北海道官設鉄道上川線（現在のJR北海道函館本線）と接続する引込線がアイヌ保護地を貫通する形で設置された[3]。
- 明治33年（1900年）、近文コタン南方の旭川村が町制を施行、第七師団の施設拡充に伴い町は発展して人口も増加し、鷹栖との一体化も進む[3]。
  - 近文の地価が高騰、不動産投機家たちが「保護地」を取り上げ、近文コタンを名寄に移転させることを画策。コタン住民の反対運動が起こる[4]。
- 明治39年（1906年）、旭川町が北海道庁から「給与予定地」を借り上げ、改めてアイヌに貸し付けるという形で強制移住は阻止[5]。
  - この後も「土地給与」（返還）問題は継続[3]。
- 昭和期（1926年 -）に入り、アイヌ全体に「北海道旧土人保護法」廃止や「保護地」の全面払い下げ運動が起こる[6]。
- 昭和4年（1929年）近文コタンが位置する「旧土人保護地」を含む市内一帯の地名変更を行い、コタンとその周辺は近文町、緑町、錦町、北門街とされた[7]。
- 昭和9年（1934年）近文の保護地のうち1町歩がアイヌ50戸に固有財産として分配・下付され、残り4町歩は「共有財産」とされ、事実上北海道庁の管理下に置かれる[6]。
- 昭和20 - 22年（1945年 - 1947年）の農地改革により、近文の旧アイヌ保護地が「アイヌ地主」の手から「和人小作人」の手に移り、アイヌ系住民が困窮[8]。
- 昭和25年（1950年）近文駅 - 第七師団間の引込線を短縮する形で旭川大町駅が設置される（昭和53年〈1978年〉廃止）。
- 令和元年（2019年）現在、旭川市街地に完全に組み込まれており[9]、アイヌ系の人口は、平成24年（2012）の調査で46世帯108人、平成29年（2017）の調査で38世帯84人と人口の減少と高齢化が進んでいる[10]。

## 近文コタンの関連施設
- 川村カ子トアイヌ記念館 - アイヌ民族文化の保護・伝承を目的としてコタン内（現北門町）に設置された設立された私設の資料館。運営者の川村家は、近文コタンのルーツのひとつペニウンクㇽ（上川アイヌ）の首長の家柄。

## 近文コタンゆかりの有名人
- 金成マツ（アイヌ文化伝承者、登別出身）キリスト教の伝道師として一時期居住した。
- 知里幸恵（金成マツの姪。登別出身。『アイヌ神謡集』の作者。6歳から晩年まで居住）
- 砂澤ビッキ（彫刻家）
- 川村カ子ト（アイヌ文化伝承者、実業家）
- 荒井源次郎（社会運動家）
- 砂沢クラ（アイヌ文化伝承者）
- 川上コヌサアイヌ（アイヌ文化伝承者）
- 川村兼一（社会運動家）
- 杉村キナラブック（アイヌ文化伝承者、深川市出身）
- 藤戸竹喜（木彫家。美幌町生まれで近文で育つ）
- 杉村京子（アイヌ文化伝承者）
- 佐々木長左衛門（教育者、アイヌ文化研究者）